# Aeródromo Mauricio Gilli
El Aeroclub Tucumán es un aeródromo situado a 16 km al oeste Yerba Buena, una ciudad en la Provincia de Tucumán, Argentina. Es generalmente conocido como Aeroclub Tucumán. El aeropuerto principal de Tucumán es el Teniente Benjamín Matienzo Aeropuerto Internacional, en el cual se hacen vuelos nacionales e internacionales. Está a 19 km al este de este aeródromo.
Destinado para aviación ligera, clases de pilotaje y aviones de radiocontrol. Se realizan los denominados vuelos de bautismo.